# George Pitt-Rivers (4e baron Rivers)
Pour les articles homonymes, voir George Pitt et Pitt.
George Pitt-Rivers, 4e baron Rivers (16 juillet 1810-28 avril 1866), connu sous le nom de George Beckford jusqu'en 1828, est un pair et homme politique britannique. Il occupe une place de Lord-in-waiting dans plusieurs gouvernements, passant du Parti conservateur au Parti libéral au cours de sa carrière. Il commande la cavalerie de Dorsetshire Yeomanry pendant une décennie. Ses quatre fils souffraient tous d'une maladie pulmonaire, et seul le plus jeune lui a survécu brièvement pour hériter de la baronnie. 

## Famille
Né George Beckford, Lord Rivers est le fils aîné d'Horace Pitt-Rivers (3e baron Rivers). Il fait ses études à la Harrow School de 1821 à 1826 et s'inscrit à Christ Church, Oxford le 5 juin 1828. Il prend le nom de famille de Pitt en novembre 1828 après que son père ait hérité des propriétés de Pitt et, par reste spécial, le titre de baron Rivers de son oncle maternel, George Pitt (2e baron Rivers) . 

## Carrière politique
Lord Rivers devient baron à la mort de son père en 1831 et prend son siège à la Chambre des lords. Il adopte le nom de famille de Pitt-Rivers en héritant du domaine. D'abord conservateur, il sert de Lord-in-waiting sous Robert Peel de 1841 à 1846 . Le 12 février 1846, il est nommé lieutenant-colonel de la cavalerie du Dorsetshire Yeomanry et lieutenant-colonel commandant de l'unité du 25 juillet 1856 jusqu'à sa mort. Il est plus tard Lord-in-Waiting dans le gouvernement de coalition de Lord Aberdeen de 1853 à 1855 et dans les administrations whig de Lord Palmerston et Lord Russell de 1855 à 1858 et de nouveau de 1859 à 1866. 
Le 26 février 1859, il obtient un brevet pour une charrue améliorée. 

## Mariage et descendance
Lord Rivers épouse Lady Susan Georgiana Leveson-Gower, fille de Granville Leveson-Gower (1er comte Granville), le 2 février 1833 à l'ambassade britannique à Paris. Ils ont quatre fils et neuf filles; tous les fils sont morts d'une maladie pulmonaire avant leur majorité: 
- George Horace Pitt (20 mars 1834-20 décembre 1850)
- Susan Harriet Pitt (28 mai 1835-27 juin 1920), épouse Edmund Oldfield le 30 juillet 1872
- Fanny Georgiana Pitt (26 décembre 1836-26 octobre 1896), dame de la chambre à coucher d'Alexandra, princesse de Galles, épouse George Osborne (9e duc de Leeds) le 16 janvier 1861
- Granville Beckford Pitt (26 juillet 1838 - 20 août 1855)
- Blanche Caroline Pitt (20 juin 1840-28 août 1914)
- Alice Charlotte Pitt (27 décembre 1841 - 21 juin 1865), mariée au colonel William Arbuthnot le 26 avril 1865, tué par la foudre lors de l'ascension du Schilthorn
- Mary Emma Pitt (7 octobre 1843 - 13 octobre 1900), demoiselle d'honneur de la reine Victoria, épouse le révérend Philip Frank Eliot en 1883
- William Frederick Pitt (21 octobre 1845 - 8 juillet 1859)
- Margaret Grace Pitt (24 mai 1847-21 avril 1926), épouse le révérend William Page Roberts en 1878
- Henry Peter Pitt-Rivers, 5e baron Rivers (1849-1867)
- Marcia Louisa Pitt (21 août 1850-18 octobre 1850)
- Gertrude Emily Pitt (18 février 1852 - après 1922)
- Constance Elizabeth Pitt (24 juin 1854-2 juin 1875)

Il meurt en avril 1866, à l'âge de 55 ans, et son quatrième mais seul fils survivant, Henry, lui succède. 